# Ташара
Ташара (рос. Ташара) — село у Мошковському районі Новосибірської області Російської Федерації.
Входить до складу муніципального утворення Ташарінська сільрада. Населення становить 3058 осіб (2010).

## Історія
Згідно із законом від 2 червня 2004 року органом місцевого самоврядування є Ташарінська сільрада.

## Населення
| 2002 | 2007  | 2010  |
| ---- | ----- | ----- |
| 3408 | ↗3633 | ↘3058 |